# Coupe du Kazakhstan de football 2021
Navigation
Édition précédente Édition suivante
La Coupe du Kazakhstan 2021 est la 29e édition de la Coupe du Kazakhstan depuis l'indépendance du pays. Elle prend place entre le 22 avril et le 28 novembre 2021.
Un total de 28 équipes prennent part à la compétition, incluant les quatorze équipes de la première division kazakhe auxquelles s'ajoutent sept clubs du deuxième échelon et sept autres de la troisième division.
La compétition est remportée par le Kaïrat Almaty qui s'impose en finale face au Chakhtior Karagandy pour décrocher son dixième titre dans la compétition.

## Phase préliminaire

### Premier tour
| Date          | Club                   | Score             | Club                     |
| ------------- | ---------------------- | ----------------- | ------------------------ |
| 22 avril 2021 | FK Rouzaïevka (D3)     | 1 - 3             | (D3) Iassi-Turkestan     |
| 22 avril 2021 | FK Igilik (D2)         | 2 - 3             | (D3) SDYuShOR n°8        |
| 22 avril 2021 | FK Ekibastouz (D2)     | 3 - 3 (2 - 4 tab) | (D2) Aksou Stepnogorsk   |
| 22 avril 2021 | SD Family (D3)         | 0 - 9             | (D2) Kyran Chimkent (en) |
| 22 avril 2021 | Jas Kyran Almaty (D3)  | 0 - 2             | (D2) FK Maktaaral (en)   |
| 22 avril 2021 | Okjetpes Kökşetaw (D2) | 3 - 1             | (D3) Jenis Noursoultan   |

### Deuxième tour
| Date         | Club                   | Score | Club                     |
| ------------ | ---------------------- | ----- | ------------------------ |
| 1er mai 2021 | Iassi-Turkestan (D3)   | 0 - 1 | (D2) Akademia Ontoustik  |
| 1er mai 2021 | SDYuShOR n°8 (D3)      | 3 - 0 | (D3) FK Altaï            |
| 1er mai 2021 | Aksou Stepnogorsk (D2) | 2 - 1 | (D2) Kyran Chimkent (en) |
| 1er mai 2021 | FK Maktaaral (en) (D2) | 2 - 1 | (D2) Okjetpes Kökşetaw   |

### Troisième tour
| Date        | Club                   | Score | Club                    |
| ----------- | ---------------------- | ----- | ----------------------- |
| 22 mai 2021 | SDYuShOR n°8 (D3)      | 1 - 0 | (D2) Akademia Ontoustik |
| 22 mai 2021 | FK Maktaaral (en) (D2) | 1 - 0 | (D2) Aksou Stepnogorsk  |

## Phase de groupes
Cette phase voit l'entrée en lice de l'ensemble des équipes de la première division 2021. Les seize équipes concernées sont réparties en quatre groupes de quatre, chaque club s'y affrontant à deux reprises pour un total de six matchs joués pour chaque. À l'issue de ces rencontres, les deux premiers de chaque groupe se qualifient pour les quarts de finale. Cette phase prend place entre le 10 juillet et le 14 août 2021.

### Groupe A
| Rang | Équipe                   | Pts | J | G | N | P | Bp | Bc | Diff |  | Résultats (▼ dom., ► ext.) | KYZ | CHA | ORD | SDY |
| ---- | ------------------------ | --- | - | - | - | - | -- | -- | ---- |  | -------------------------- | --- | --- | --- | --- |
| 1    | Kyzyljar Petropavl (D1)  | 13  | 6 | 4 | 1 | 1 | 18 | 7  | +11  |  | Kyzyljar Petropavl (D1)    |     | 8-1 | 1-1 | 3-0 |
| 2    | Chakhtior Karagandy (D1) | 12  | 6 | 4 | 0 | 2 | 18 | 14 | +4   |  | Chakhtior Karagandy (D1)   | 3-2 |     | 3-2 | 7-1 |
| 3    | Ordabasy Chimkent (D1)   | 10  | 6 | 3 | 1 | 2 | 14 | 7  | +7   |  | Ordabasy Chimkent (D1)     | 0-1 | 1-0 |     | 7-1 |
| 4    | SDYuShOR n°8 (D3)        | 0   | 6 | 0 | 0 | 6 | 5  | 27 | -22  |  | SDYuShOR n°8 (D3)          | 2-3 | 0-4 | 1-3 |     |

### Groupe B
| Rang | Équipe                 | Pts | J | G | N | P | Bp | Bc | Diff |  | Résultats (▼ dom., ► ext.) | TOB | TAR | MAK | ATY |
| ---- | ---------------------- | --- | - | - | - | - | -- | -- | ---- |  | -------------------------- | --- | --- | --- | --- |
| 1    | Tobol Kostanaï (D1)    | 12  | 6 | 4 | 0 | 2 | 13 | 11 | +2   |  | Tobol Kostanaï (D1)        |     | 2-1 | 3-4 | 2-0 |
| 2    | FK Taraz (D1)          | 10  | 6 | 3 | 1 | 2 | 8  | 8  | 0    |  | FK Taraz (D1)              | 1-3 |     | 1-1 | 1-0 |
| 3    | FK Maktaaral (en) (D2) | 9   | 6 | 2 | 3 | 1 | 13 | 9  | +4   |  | FK Maktaaral (en) (D2)     | 4-0 | 1-2 |     | 1-1 |
| 4    | FK Atyraou (D1)        | 2   | 6 | 0 | 2 | 4 | 5  | 11 | -6   |  | FK Atyraou (D1)            | 1-3 | 1-2 | 2-2 |     |

### Groupe C
| Rang | Équipe                | Pts | J | G | N | P | Bp | Bc | Diff |  | Résultats (▼ dom., ► ext.) | KAY | AKJ | AST | AKT |
| ---- | --------------------- | --- | - | - | - | - | -- | -- | ---- |  | -------------------------- | --- | --- | --- | --- |
| 1    | Kaysar Kyzylorda (D1) | 11  | 6 | 3 | 2 | 1 | 6  | 2  | +4   |  | Kaysar Kyzylorda (D1)      |     | 0-0 | 3-0 | 1-0 |
| 2    | FK Astana (D1)        | 11  | 6 | 3 | 2 | 1 | 6  | 6  | 0    |  | FK Astana (D1)             | 1-0 |     | 1-0 | 3-2 |
| 3    | Akjaïyk Oural (D1)    | 10  | 6 | 3 | 1 | 2 | 7  | 5  | +2   |  | Akjaïyk Oural (D1)         | 0-0 | 3-0 |     | 2-1 |
| 4    | FK Aktobe (D1)        | 1   | 6 | 0 | 1 | 5 | 5  | 11 | -6   |  | FK Aktobe (D1)             | 1-2 | 1-1 | 0-2 |     |

### Groupe D
| Rang | Équipe                     | Pts | J | G | N | P | Bp | Bc | Diff |  | Résultats (▼ dom., ► ext.) | KAS | KAI | JET | TUR |
| ---- | -------------------------- | --- | - | - | - | - | -- | -- | ---- |  | -------------------------- | --- | --- | --- | --- |
| 1    | Kaspiy Aqtaw (D1)          | 13  | 6 | 4 | 1 | 1 | 10 | 4  | +6   |  | Kaspiy Aqtaw (D1)          |     | 2-4 | 1-0 | 4-0 |
| 2    | Kaïrat Almaty (D1)         | 9   | 6 | 3 | 0 | 3 | 11 | 9  | +2   |  | Kaïrat Almaty (D1)         | 0-2 |     | 3-0 | 0-1 |
| 3    | Jetyssou Taldykourgan (D1) | 7   | 6 | 2 | 1 | 3 | 3  | 5  | -2   |  | Jetyssou Taldykourgan (D1) | 0-0 | 0-1 |     | 1-0 |
| 4    | Turan Turkestan (en) (D1)  | 6   | 6 | 2 | 0 | 4 | 5  | 11 | -6   |  | Turan Turkestan (en) (D1)  | 0-1 | 4-3 | 0-2 |     |

## Phase finale

### Quarts de finale
Les quarts de finale sont disputés sous la forme de confrontations en deux manches. Les matchs aller sont disputés le 21 août et le 22 septembre 2021 tandis que les rencontres retours sont jouées le 22 septembre et le 27 octobre 2021.
| Club                    | Score | Club                     | Aller | Retour   |
| ----------------------- | ----- | ------------------------ | ----- | -------- |
| FK Astana (D1)          | 4 - 3 | (D1) Kaspiy Aqtaw        | 3 - 3 | 1 - 0 ap |
| Kyzyljar Petropavl (D1) | 0 - 2 | (D1) Tobol Kostanaï      | 0 - 1 | 0 - 1    |
| Kaïrat Almaty (D1)      | 5 - 0 | (D1) Kaysar Kyzylorda    | 3 - 0 | 2 - 0    |
| FK Taraz (D1)           | 1 - 3 | (D1) Chakhtior Karagandy | 0 - 0 | 1 - 3    |

### Demi-finales
Les demi-finales sont disputées sous la forme de confrontations en deux manches. Les matchs aller sont joués les 6 et 7 novembre 2021 tandis que les matchs retour sont disputés deux semaines plus tard les 20 et 21 novembre.
| Club                     | Score | Club                | Aller | Retour |
| ------------------------ | ----- | ------------------- | ----- | ------ |
| FK Astana (D1)           | 0 - 6 | (D1) Kaïrat Almaty  | 0 - 3 | 0 - 3  |
| Chakhtior Karagandy (D1) | 7 - 2 | (D1) Tobol Kostanaï | 5 - 2 | 2 - 0  |

### Finale
La finale de cette édition voit s'opposer le Kaïrat Almaty et le Chakhtior Karagandy. Il s'agît pour le Kaïrat de sa treizième finale dans la compétition, la plus récente s'étant achevée par un neuvième succès lors de l'édition 2018. Le Chakhtior effectue atteint quant à lui ce stade pour la troisième fois, son dernier passage en 2013 l'ayant vu remporter son seul titre en date.
La première mi-temps voit le Kaïrat prendre rapidement l'avantage dès la 6e minute de jeu par l'intermédiaire de Vágner Love avant que celui-ci n'aggrave par la suite la mise peu avant la mi-temps, donnant une avance de deux buts aux siens. La seconde période connaît un déroulement totalement inverse tandis que le Chakhtior réduit la mise dès la 48e minute grâce à Mikhail Gabyshev (en) puis finit par égaliser à un quart d'heure de la fin du temps réglementaire sur un but de Martin Toshev (en). Poussée à la prolongation, la rencontre tourne pendant un temps à l'avantage des Karagandais après un troisième but d'Aydos Tattybayev (en) sur penalty à la 97e minute, avant qu'Artur Shushenachev (en) ne remette les deux équipes à égalité lors de la deuxième mi-temps, portant le score final à trois buts partout. La séance des tirs au but qui s'ensuit implique pas moins de dix tireurs pour chaque équipe mais s'achève finalement sur la victoire du Kaïrat Almaty, qui remporte ainsi sa dixième Coupe du Kazakhstan.
| ·              |    |                           |      |
| Titulaires :   |    |                           |      |
|                |    |                           |      |
| G              | 1  | 0 Stas Pokatilov          |      |
| D              | 4  | 0 Nuraly Alip             |      |
| D              | 15 | 0 Frank Bagnack           |      |
| D              | 33 | 0 Denis Poliakov          |      |
| M              | 6  | 0 Jacek Góralski          |      |
| M              | 16 | 0 Ricardo Alves (en)      |      |
| M              | 13 | 0 Kamo Hovhannisyan       |      |
| M              | 11 | 0 Yan Vorogovskiy         |      |
| A              | 25 | 0 João Paulo (en)         | 81e  |
| A              | 9  | 0 Vágner Love             | 102e |
| A              | 10 | 0 José Kanté              | 78e  |
|                |    |                           |      |
| Remplaçants :  |    |                           |      |
| A              | 19 | 0 Artur Shushenachev (en) | 78e  |
| A              | 27 | 0 Gulzhigit Alykulov      | 81e  |
| A              | 8  | 0 Aybol Abiken (en)       | 102e |
|                |    |                           |      |
| Entraîneur :   |    |                           |      |
| Kurban Berdyev |    |                           |      |

| ·                  |    |                          |         |
| Titulaires :       |    |                          |         |
|                    |    |                          |         |
| G                  | 30 | 0 Igor Shatsky (en)      |         |
| D                  | 27 | 0 Vladimir Khozin        |         |
| D                  | 55 | 0 Ivan Graf (en)         |         |
| D                  | 33 | 0 Abdel Lamanje (en)     |         |
| M                  | 15 | 0 David Mawutor (en)     |         |
| M                  | 44 | 0 Edin Rustemović (en)   | 70e     |
| M                  | 8  | 0 Stefan Bukorac (en)    | 70e     |
| M                  | 5  | 0 Mikhail Gabyshev (en)  | 60e     |
| M                  | 13 | 0 Pavel Nazarenko (en)   |         |
| A                  | 10 | 0 Idris Umayev (en)      |         |
| A                  | 89 | 0 Martin Toshev (en)     | 89e     |
|                    |    |                          |         |
| Remplaçants :      |    |                          |         |
| D                  | 16 | 0 Yeskendir Kybyray      | 60e     |
| M                  | 7  | 0 Gevorg Najaryan (en)   | 70e     |
| M                  | 11 | 0 Alan Chochiev (en)     | 70e 94e |
| A                  | 19 | 0 Aydos Tattybayev (en)  | 90e     |
| M                  | 34 | 0 Abylaikhan Nazymkhanov | 94e     |
|                    |    |                          |         |
| Entraîneur :       |    |                          |         |
| Magomed Adiev (en) |    |                          |         |

| ·              |    |                           |      |
| Titulaires :   |    |                           |      |
|                |    |                           |      |
| G              | 1  | 0 Stas Pokatilov          |      |
| D              | 4  | 0 Nuraly Alip             |      |
| D              | 15 | 0 Frank Bagnack           |      |
| D              | 33 | 0 Denis Poliakov          |      |
| M              | 6  | 0 Jacek Góralski          |      |
| M              | 16 | 0 Ricardo Alves (en)      |      |
| M              | 13 | 0 Kamo Hovhannisyan       |      |
| M              | 11 | 0 Yan Vorogovskiy         |      |
| A              | 25 | 0 João Paulo (en)         | 81e  |
| A              | 9  | 0 Vágner Love             | 102e |
| A              | 10 | 0 José Kanté              | 78e  |
|                |    |                           |      |
| Remplaçants :  |    |                           |      |
| A              | 19 | 0 Artur Shushenachev (en) | 78e  |
| A              | 27 | 0 Gulzhigit Alykulov      | 81e  |
| A              | 8  | 0 Aybol Abiken (en)       | 102e |
|                |    |                           |      |
| Entraîneur :   |    |                           |      |
| Kurban Berdyev |    |                           |      |

| ·                  |    |                          |         |
| Titulaires :       |    |                          |         |
|                    |    |                          |         |
| G                  | 30 | 0 Igor Shatsky (en)      |         |
| D                  | 27 | 0 Vladimir Khozin        |         |
| D                  | 55 | 0 Ivan Graf (en)         |         |
| D                  | 33 | 0 Abdel Lamanje (en)     |         |
| M                  | 15 | 0 David Mawutor (en)     |         |
| M                  | 44 | 0 Edin Rustemović (en)   | 70e     |
| M                  | 8  | 0 Stefan Bukorac (en)    | 70e     |
| M                  | 5  | 0 Mikhail Gabyshev (en)  | 60e     |
| M                  | 13 | 0 Pavel Nazarenko (en)   |         |
| A                  | 10 | 0 Idris Umayev (en)      |         |
| A                  | 89 | 0 Martin Toshev (en)     | 89e     |
|                    |    |                          |         |
| Remplaçants :      |    |                          |         |
| D                  | 16 | 0 Yeskendir Kybyray      | 60e     |
| M                  | 7  | 0 Gevorg Najaryan (en)   | 70e     |
| M                  | 11 | 0 Alan Chochiev (en)     | 70e 94e |
| A                  | 19 | 0 Aydos Tattybayev (en)  | 90e     |
| M                  | 34 | 0 Abylaikhan Nazymkhanov | 94e     |
|                    |    |                          |         |
| Entraîneur :       |    |                          |         |
| Magomed Adiev (en) |    |                          |         |